# Hemieuxoa interfasciata
Hemieuxoa interfasciata är en fjärilsart som beskrevs av George Francis Hampson 1918. Hemieuxoa interfasciata ingår i släktet Hemieuxoa och familjen nattflyn. Inga underarter finns listade i Catalogue of Life.